# Joe Levins
Frank Joseph Levins, detto Joe (Minneapolis, 12 novembre 1968), è un ex sciatore alpino statunitense.

## Biografia
Specialista delle prove tecniche originario di White Bear Lake e fratello di Ellie, a sua volta sciatrice alpina, Levins ottenne tre piazzamenti in Coppa del Mondo: il primo, nonché il migliore, fu il 21º posto nello slalom gigante di Park City del 23 novembre 1991, l'ultimo fu il 24º posto nello slalom speciale di Garmisch-Partenkirchen del 13 gennaio 1992. Ai XVI Giochi olimpici invernali di Albertville 1992, sua unica presenza olimpica, non completò lo slalom speciale; l'anno dopo ai Mondiali di Morioka 1993, sua unica presenza iridata, si classificò 12º nella combinata, ultimo piazzamento della sua carriera.

## Palmarès

### Coppa del Mondo
- Miglior piazzamento in classifica generale: 116º nel 1992

### Nor-Am Cup
- Miglior piazzamento in classifica generale: 2º nel 1991[3]
- Vincitore della classifica di slalom speciale nel 1990[senza fonte]

### Campionati statunitensi
- 4 medaglie (dati parziali):
  - 2 ori (slalom speciale, combinata[4] nel 1991)
  - 2 argenti (slalom gigante, slalom speciale[5] nel 1989)